# Brachineura alia
Brachineura alia är en tvåvingeart som beskrevs av Boris Mamaev 1994. Brachineura alia ingår i släktet Brachineura och familjen gallmyggor. Inga underarter finns listade i Catalogue of Life.